# مرحلة المجموعات في الدوري الأوروبي 2022–23
بدأت مرحلة المجموعات الدوري الأوروبي 2022–23 في 8 سبتمبر 2022 وانتهت في 3 نوفمبر 2022. تنافس ما مجموعه 32 فريقًا في مرحلة المجموعات لتحديد 16 من أصل 24 مركزًا في مرحلة خروج المغلوب من الدوري الأوروبي 2022–23.